# Heike Munder
Heike Munder (* 1969 in Stuttgart) ist eine deutsche Kuratorin, Autorin und ehemalige Museumsdirektorin. Sie lebt und arbeitet in Zürich.

## Leben
Von 1995 bis 2001 leitete sie die von ihr mitbegründete Halle für Kunst e.V. in Lüneburg. 2001–2023 leitete Munder das Migros Museum für Gegenwartskunst in Zürich. Laut Hedy Graber, Leiterin der Direktion Gesellschaft und Kultur der Migros-Gruppe, hat sie durch „eigenständige Ausstellungen, eine starke Kunstvermittlung und Projekte, welche die Beziehung von Kunst und Gesellschaft reflektierten (…) dem Museum ein einzigartiges Profil verleihen. Zudem habe sie den Ausbau der Kunstsammlung um relevante Werke äusserst erfolgreich vorangetrieben.“
Neben ihrer kuratorischen Tätigkeit in Institutionen und freien Projekten nimmt Heike Munder regelmäßig Lehraufträge wahr, z. B. war sie an der Universität Lüneburg, dem Goldsmiths College in London und der Universität Bern und an der Hochschule für Gestaltung in Zürich tätig. Parallel rezensiert und publiziert sie seit 1995 in diversen Kunstzeitschriften, Magazinen und Büchern, ist Herausgeberin und Autorin zahlreicher Kataloge und Textbände. 2012 war sie Jury-Mitglied des renommierten Turner Prize, London und des Skoda Awards, New Delhi.

## Ausstellungen
Während ihren zweiundzwanzig Jahren am Migros Museum für Gegenwartskunst verantwortete Munder Retrospektiven von Art & Language, Heidi Bucher, Teresa Burga, Marc Camille Chaimowicz, Dorothy Iannone, Yoko Ono, Stephen Willats, sowie Ausstellungen u. a. von Mark Leckey, Rachel Harrison (2007), Tadeusz Kantor (2008), Tatiana Trouvé (2009), Ragnar Kjartansson (2012), Geoffrey Farmer. Sie initiierte wichtige thematische Ausstellungen mit afrikanischen Künstlerinnen und Künstlern, The African Exile Museum, zu Feminismus. It’s Time for Action — There’s No Option und Producing Futures oder Ökologie, Potential Worlds. Munder ergänzte die Sammlung des Museums mit Werken u. a. von Pyllida Barlow, Maria Eichhorn, Gustav Metzger, Pipilotti Rist, Christoph Schlingensief oder Katharina Sieverding.
2024 kuratierte Munder gemeinsam mit Jarosław Suchan eine Retrospektive von Maria Pinińska-Bereś in der Galerie für Zeitgenössische Kunst Leipzig.

## Veröffentlichungen
- Gabríela Friðriksdóttir: Dusk/Inside the Core. Ausstellungskatalog, Migros Museum für Gegenwartskunst, Zürich 2008, ISBN 978-3-905770-51-3.
- Heike Munder (Hg), It's Time for Action (There's no Option). About Feminism, Ausstellungskatalog, JRP Editions, Zürich 2008, mit Beiträgen von Mercedes Bunz, Maria Elena Buszek, Katy Deepwell, Amelia Jones, ISBN 978-3-905770-53-7.